# Anoura carishina
Anoura carishina — вид родини листконосові (Phyllostomidae), ссавець ряду лиликоподібні (Vespertilioniformes, seu Chiroptera).

## Етимологія
carishina бере свою назву від кечуанського слово "carishina", що означає "жінка, яка нагадує чоловіка".

## Опис
Невеликого розміру, розміри подібні (але трохи менші) до Anoura geoffroyi.
Шерсть довга. Загальне забарвлення тіла коричнево-буре, з білими основами волосся. Рило подовжене. Язик тонкий, розтягується і забезпечений ниткоподібними сосочками на кінчику. Вуха відносно невеликі й окремі. Не має хвоста, а хвостова мембрана зводиться до тонкої мембрани вздовж внутрішньої сторони нижніх кінцівок і посипана волоссям, особливо вздовж зовнішнього краю.

## Середовище проживання
Цей вид відомий в трьох містах на півночі і південному заході Колумбії.

## Звички
Харчується нектаром і пилком.